# 천우 (정치인)

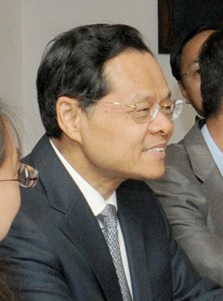

천우(진무, 중국어 간체자: 陈武, 1954년 ~ )는 중화인민공화국의 정치인이며, 좡족 출신이다. 현재 광시 좡족 자치구 주석이다.

## 생애
천우는 1954년 11월 광시 좡족 자치구 충쭤시에 태어났다. 18세에 고등학교를 졸업 후 광시 좡족 자치구 난닝시의 곡물창고와 미곡공장에서 일했다. 1975년 난닝시 식량국 정공과에 들어가 일했고 이후 대학 입시를 통해 광시대학에 입학하여 철학을 공부했다. 졸업 후 천우는 광시 광족 자치구 계획위원회에 배치되었다, 천우는 고향인 광시 좡족 자치구에서 근무하면서 일반직 공무원을 시작으로 자치구 계획위원회 주임과 부처장, 처장 등을 역임했다. 1990년부터 약 1년간 독일 연수를 다녀왔고 1993년 난닝지구 행서전원조리를 거쳐 중국공산당 난닝지구위원회 위원에 임명되었다.
1998년 광시 좡족 자치구 정부로 돌아 온 천우는 경제체제계획위원회 판공실 주임을 지냈고 이후 자치정부 부비서장과 판공청 부주임을 거쳐 비서장 겸 판공청 주임을 역임했다. 2005년 자치구 정부 부주석으로 승진하여 베이부완항 계획과 건설을 총괄했고 2009년 자치구 당위원회 위원 겸 자치구 정부 부주석을 지냈다. 2011년 9월, 중국공산당 난닝시위원회 서기에 임명되었고 2013년 3월에 중국공산당 광시 좡족 자치구 당위원회 부서기와 광시 좡족 자치구 인민정부 부주석, 주석대행에 임명되었다. 이후 천우는 광시 좡족 자치구 인민정부 주석에 올랐다.